# Regiebetrieb (Franchising)
Ein Regiebetrieb ist ein Standort einer Franchising-Marke, die ein Franchisegeber selbst betreibt, anstatt an andere Einzelunternehmer zu lizenzieren.
In der Regel wird ein Standort in Eigenregie eröffnet, um in Regionen zu expandieren, in denen der Name des Konzeptes noch nicht bekannt ist oder es aus anderen Gründen länger dauert, bis Gewinn erwartet werden kann und daher kein Lizenznehmer gefunden wird. Auch werden Standorte übernommen, wenn der bisherige Lizenznehmer aufhört und vorerst kein Nachfolger gefunden wird.
Ziel ist es, den Standort lukrativ zu entwickeln bzw. zu erhalten, um dann einen Lizenznehmer dafür zu finden.